# XXII съезд КПСС

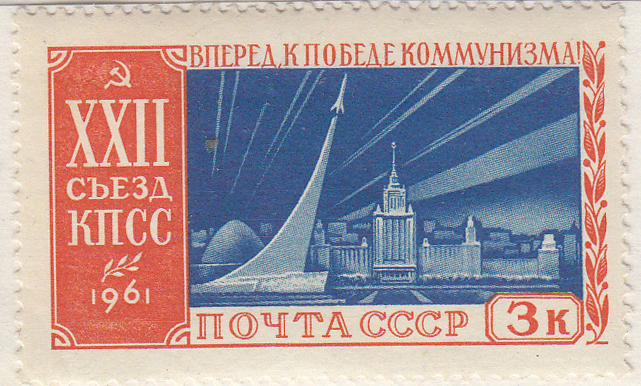
Почтовая марка СССР, посвящённая XXII съезду КПСС. Торжество советской науки и техники

XXII съезд Коммунисти́ческой па́ртии Сове́тского Сою́за проходил с 17 по 31 октября 1961 года в Москве и впервые проходил в Кремлёвском Дворце съездов. Присутствовало 4394 делегата с решающим и 405 делегатов с совещательным голосом, а также делегации 80 зарубежных партий.

## Созыв съезда
5 февраля 1959 года, на внеочередном XXI съезде КПСС, было принято решение провести в 1961 году очередной XXII съезд КПСС.

## Повестка дня
- Отчётный доклад ЦК КПСС (Н. С. Хрущёв)[2];
- Отчётный доклад Центральной ревизионной комиссии КПСС (А. Ф. Горкин);
- Об изменениях в Уставе КПСС (Ф. Р. Козлов)[3];
- Выборы центральных органов партии.

Н. С. Хрущёв во время своего выступления объявил, что к 1980 году в СССР будет построен коммунизм «в основном». Под этим он подразумевал:
- создание материально-технической базы коммунизма, превышение экономического уровня наиболее развитых капиталистических стран, первое место по производству продукции на душу населения, самый высокий в мире жизненный уровень народа и условия для достижения изобилия материальных и культурных благ;
- ликвидацию остатков различий между классами, слияние их в бесклассовое общество тружеников коммунизма, ликвидацию в основном существенных различий между городом и деревней, а затем между физическим и умственным трудом, возрастание экономической и идейной общности наций, развитие черт человека коммунистического общества, гармонически сочетающего в себе высокую идейность, широкую образованность, моральную чистоту и физическое совершенство;
- достижение ситуации, когда все граждане будут принимать участие в управлении общественными делами в результате широчайшего развития социалистической демократии, подготовку общества к полному осуществлению принципов коммунистического самоуправления[4].

К XXII съезду (на 1 октября 1961 года) число членов партии составляло 9 716 005 человек (на период XX съезда число членов партии составляло 7 215 505 чел.)
22 октября в Кремле состоялся концерт для делегатов съезда.
Среди подарков XXII съезду КПСС была постройка самой крупной в Европе Волгоградской ГЭС и взрыв самой мощной в истории термоядерной бомбы на полигоне на Новой Земле.

## Итоги съезда
XXII съезд Коммунистической партии Советского Союза принял:

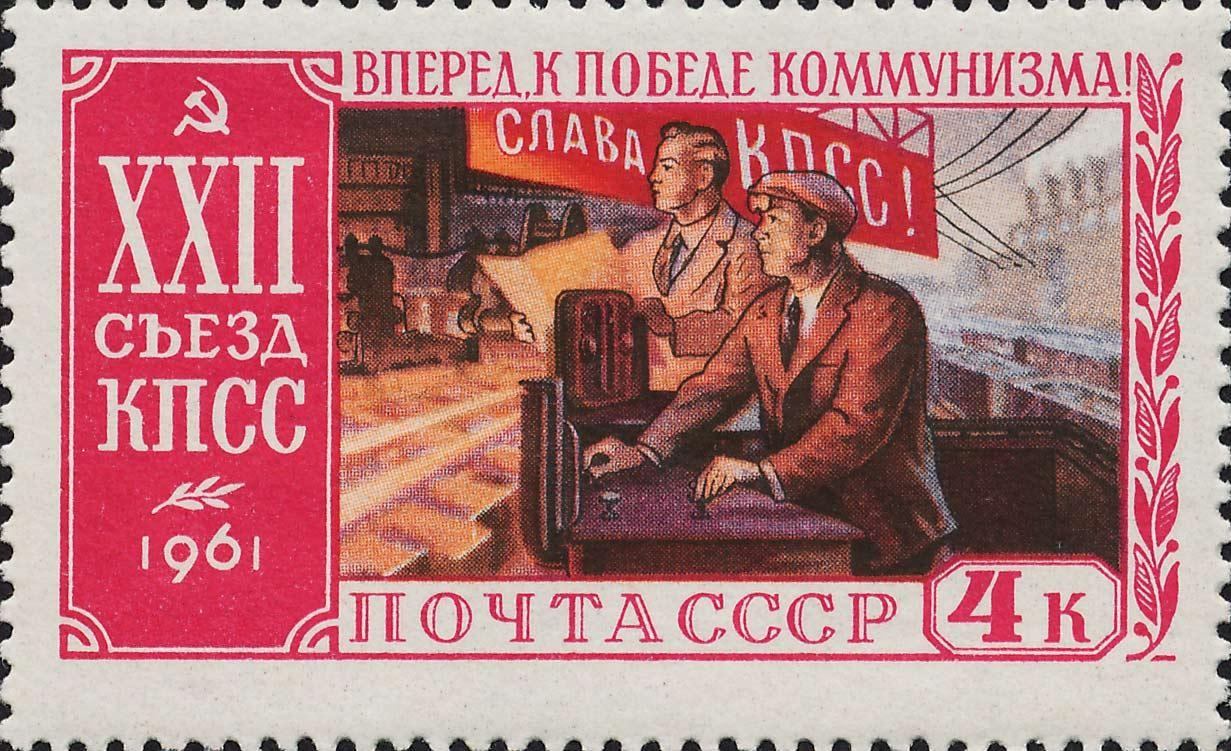
Почтовая марка СССР. XXII съезд Коммунистической партии Советского Союза. Тяжёлая промышленность.

- Устав КПСС в новой редакции[7], который, в частности, содержал Моральный кодекс строителя коммунизма.
- Принята Третья программа КПСС[8]. Утверждённый съездом текст Программы завершает[9] знаменитая фраза (впоследствии изъятая)[10]:

«Партия торжественно провозглашает: нынешнее поколение советских людей будет жить при коммунизме!»
Съезд избрал ЦК КПСС в количестве 175 членов и 155 кандидатов и Центральную ревизионную комиссию в составе 65 членов.

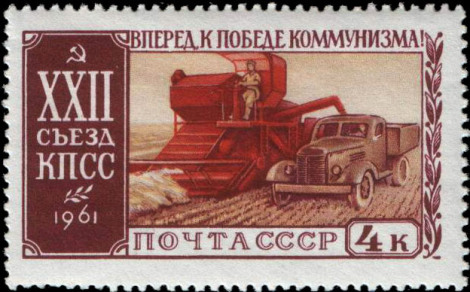
Почтовая марка СССР. XXII съезд Коммунистической партии Советского Союза. Сельское хозяйство

31 октября 1961 года состоялся Пленум Центрального Комитета КПСС, избранного XXIII съездом Коммунистической партии Советского Союза. Пленум избрал Президиум ЦК КПСС в следующем составе: члены Президиума: Брежнев Л. И., Воронов Г. И., Козлов Ф. Р., Косыгин А. Н., Куусинен О. В., Микоян А. И., Подгорный Н. В., Полянский Д. С., Суслов М. А., Хрущёв Н. С., Шверник Н. М. Кандидаты в члены Президиума: Гришин В. В., Рашидов Ш. Р., Мазуров К. Т., Мжаванадзе В. П., Щербицкий В. В. Пленум избрал Секретариат ЦК КПСС в следующем составе: Хрущёв Н. С. — Первый секретарь ЦК КПСС, Козлов Ф. Р., Демичев П. Н., Ильичев Л. Ф., Куусинен О. В., Пономарев Б. Н., Спиридонов И. В., Суслов М. А., Шелепин А. Н. Пленум избрал Председателем Комитета Партийного Контроля при ЦК КПСС Шверника Н. М., первым заместителем Председателя Комитета — Сердюка З. Т. 31 октября 1961 года состоялось заседание Центральной Ревизионной Комиссии Коммунистической партии Советского Союза. Центральная Ревизионная Комиссия избрала Председателем Комиссии Муравьеву Н. А.

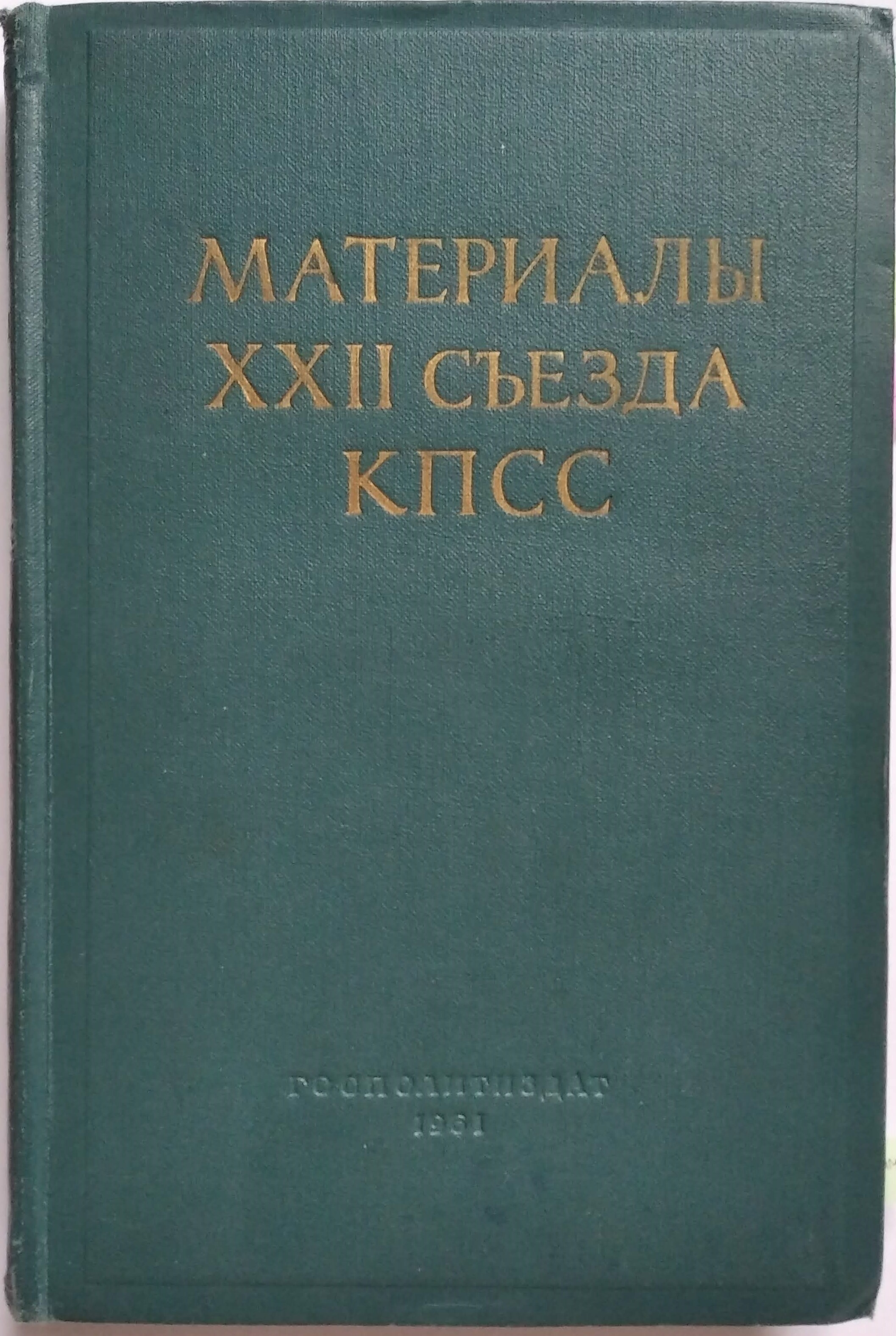
Обложка книги «Материалы съезда»

Президиум ЦК КПСС утвердил Бюро ЦК КПСС по РСФСР в следующем составе:
Н. С. Хрущёв — Председатель.
Воронов Г. И. — Первый заместитель Председателя, Ломако П. Ф. — заместитель Председателя.
Члены Бюро: Абрамов Г. Г., Ефремов Л. Н., Кириленко А. П., Органов Н. Н., Полянский Д. С., Романов А. В., Чураев В. М., Яснов М. А.

Съезд усилил меры борьбы с культом личности Сталина, начатые решениями XX съезда в 1956 году.
На съезде Хрущёв и его сторонники существенно расширили объём разоблачений по сравнению с 1956—1957 годами. Впервые в радиорепортажах и на страницах газет, информировавших советских людей о работе съезда, прозвучали слова о «чудовищных преступлениях» и необходимости восстановления «исторической справедливости», а также рассказы об арестах, пытках и убийствах, происходивших при Сталине по всей стране. Бывший заключённый А. И. Солженицын был потрясён: «Давно я не помнил такого интересного чтения, как речи на XXII съезде!» Именно после XXII съезда были переименованы города и объекты в СССР, названные в честь Сталина (в Восточной Европе этот процесс начался раньше), сняты памятники (кроме памятника на родине — в Гори), а его тело вынесено из Мавзолея.

## Состав избранного на съезде ЦК КПСС
Состав Центрального Комитета КПСС, избранного XXII съездом партии
Члены ЦК:
1. Абрамов Г. Г.
2. Абрасимов П. А.
3. Аджубей А. И.
4. Андропов Ю. В.
5. Аристов А. Б.
6. Афанасьев С. А.
7. Ахундов В. Ю.
8. Баграмян И. Х.
9. Басов А. В.
10. Бенедиктов И. А.
11. Бещев Б. П.
12. Бирюзов С. С.
13. Бодюл И. И.
14. Брежнев Л. И.
15. Вершинин К. А.
16. Волков А. П.
17. Воробьев Г. И.
18. Воронов Г. И.
19. Воронов Ф. Д.
20. Гаганова В. И.
21. Гаевой А. И.
22. Галаншин К. И.
23. Гарбузов В. Ф.
24. Георгиев А. В.
25. Голиков Ф. И.
26. Горшков С. Г.
27. Горячев Ф. С.
28. Гречко А. А.
29. Гришин В. В.
30. Гришин К. Н.
31. Гришманов И. А.
32. Громыко А. А.
33. Грушецкий И. С.
34. Даниялов А. Д.
35. Дауленов С. Д.
36. Дементьев П. В.
37. Демичев П. Н.
38. Денисов Г. А.
39. Джавахишвили Г. Д.
40. Дыгай Н. А.
41. Дымшиц В. Э.
42. Егорычев Н. Г.
43. Елютин В. П.
44. Енютин Г. В.
45. Ермилов В. В.
46. Ефремов Л. Н.
47. Ефремов М. Т.
48. Жегалин И. К.
49. Заробян Я. Н.
50. Засядько А. Ф.
51. Захаров М. В.
52. Зорин В. А.
53. Иващенко О. И.
54. Игнатов Н. Г.
55. Игнатов Н. Ф.
56. Ильичев Л. Ф.
57. Кавун В. М.
58. Казанец И. П.
59. Калмыков В. Д.
60. Калиберзин Я. Э.
61. Капитонов И. В.
62. Келдыш М. В.
63. Кириленко А. П.
64. Киселев И. И.
65. Киселев Т. Я.
66. Клименко В. К.
67. Коваленко А. В.
68. Кожевников Е. Ф.
69. Козлов Ф. Р.
70. Кокарев А. А.
71. Комяхов В. Г.
72. Конев И. С.
73. Коновалов Н. С.
74. Корнейчук А. Е.
75. Коротченко Д. С.
76. Корытков Н. Г.
77. Костоусов А. И.
78. Косыгин А. Н.
79. Крахмалев М. К.
80. Крылов А. Г.
81. Крылов Н. И.
82. Кузнецов В. В.
83. Кулаков Ф. Д.
84. Кунаев Д. А.
85. Курбанов Р. К.
86. Куусинен О. В.
87. Кучеренко В. А.
88. Кучумов П. С.
89. Кэбин И. Г.
90. Лесечко М. А.
91. Ломако П. Ф.
92. Лубенников Л. И.
93. Ляшко А. П.
94. Мазуров К. Т.
95. Малиновский Р. Я.
96. Мануковский Н. Ф.
97. Манякин С. И.
98. Мжаванадзе В. П.
99. Микоян А. И.
100. Михайлов Н. А.
101. Монашев Л. Г.
102. Москаленко К. С.
103. Мурысев А. С.
104. Мухитдинов Н. А.
105. Насриддинова Я. С.
106. Николаева Т. Н.
107. Новиков В. Н.
108. Новиков И. Т.
109. Нуриев З. Н.
110. Овезов Б. О.
111. Органов Н. Н.
112. Павлов С. П.
113. Патоличев Н. С.
114. Пегов Н. М.
115. Пельше А. Я.
116. Подгорный Н. В.
117. Полянский Д. С.
118. Пономарев Б. Н.
119. Попова Н. В.
120. Поспелов П. Н.
121. Притыцкий С. О.
122. Пузанов А. М.
123. Пысин К. Г.
124. Расулов Д. Р.
125. Рашидов Ш. Р.
126. Розенко П. А.
127. Руденко Р. А.
128. Руднев К. Н.
129. Румянцев А. М.
130. Рябиков В. М.
131. Сатюков П. А.
132. Сенин И. С.
133. Сердюк З. Т.
134. Синица М. С.
135. Скрябин В. В.
136. Славский Е. П.
137. Смирнов Л. В.
138. Снечкус А. Ю.
139. Соболь Н. А.
140. Соколов Т. И.
141. Соловьев Л. Н.
142. Соломенцев М. С.
143. Спиридонов И. В.
144. Степанов С. А.
145. Сурганов Ф. А.
146. Суслов М. А.
147. Табеев Ф. А.
148. Титов В. Н.
149. Титов Ф. Е.
150. Толстиков В. С.
151. Толубеев Н. П.
152. Устинов Д. Ф.
153. Усубалиев Т. У.
154. Федосеев П. Н.
155. Фокин В. А.
156. Фурцева Е. А.
157. Хрущев Н. С.
158. Червоненко С. В.
159. Чернышев В. Е.
160. Чуйков В. И.
161. Чураев В. М.
162. Шверник Н. М.
163. Шевченко В. В.
164. Шелепин А. Н.
165. Шелест П. Е.
166. Шибаев А. И.
167. Шитиков А. П.
168. Школьников А. М.
169. Шолохов М. А.
170. Шурыгин В. А.
171. Щербицкий В. В.
172. Щетинин С. Н.
173. Юнак И. Х.
174. Якубовский И. И.
175. Яснов М. А.

Кандидаты в члены ЦК:
1. Абдураззаков М.
2. Анналиев А. А.
3. Антонов А. К.
4. Антонов В. И.
5. Арушанян Ш. М.
6. Афанасенко Е. И.
7. Афанасьев П. Я.
8. Базовский В. Н.
9. Бакаев В. Г.
10. Батицкий П. Ф.
11. Бейсебаев М. Б.
12. Борисов А. Ф.
13. Борисов С. З.
14. Бочкарев А. П.
15. Брехов К. И.
16. Бубновский Н. Д.
17. Будённый С. М.
18. Булгаков А. А.
19. Бутома Б. Е.
20. Бухаров А. С.
21. Варенцов С. С.
22. Ватченко А. Ф.
23. Воронина П. А.
24. Гаврилов М. А.
25. Герасимов К. М.
26. Гетман А. Л.
27. Грибачев Н. М.
28. Густов И. С.
29. Денисов Г. Я.
30. Диордица А. Ф.
31. Долинюк Е. А.
32. Дрыгин А. С.
33. Емельянов В. С.
34. Епишев А. А.
35. Еременко А. И.
36. Ермин Л. Б.
37. Жигалин В. Ф.
38. Журавлева М. И.
39. Захаров М. Е.
40. Золотухин Г. С.
41. Зотов В. П.
42. Иващенко А. В.
43. Искендеров М. А.
44. Ислюков С. М.
45. Ишков А. А.
46. Казаков М. И.
47. Каиров И. А.
48. Кальченко С. В.
49. Кандренков А. А.
50. Карлов В. А.
51. Кахаров А.
52. Кириллин В. А.
53. Клаусон В. И.
54. Климов А. П.
55. Коваль И. Г.
56. Кованов П. В.
57. Козинец Н. Ф.
58. Козлов В. И.
59. Козырь П. П.
60. Коломиец Ф. С.
61. Колчина О. П.
62. Конотоп В. И.
63. Корниец Л. Р.
64. Кортунов А. К.
65. Кочинян А. Е.
66. Кошевой П. К.
67. Кротов В. В.
68. Кузьмич А. С.
69. Кумыкин П. Н.
70. Курашов С. В.
71. Лаврентьев М. А.
72. Леонов П. А.
73. Лощенков Ф. И.
74. Лыкова Л. П.
75. Лутак И. К.
76. Мальбахов Т. К.
77. Мамай Н. Я.
78. Мамбетов Б. М.
79. Марченко И. Т.
80. Машеров П. М.
81. Мельников Н. А.
82. Меньшиков М. А.
83. Мусаханов М. М.
84. Мюрисепп А. А.
85. Николаев К. К.
86. Новиков К. А.
87. Ольшанский М. А.
88. Орлов Г. М.
89. Осипов Г. И.
90. Павлов Г. С.
91. Палецкис Ю. И.
92. Патон Б. Е.
93. Пейве Я. В.
94. Пеньковский В. А.
95. Петухов Б. Ф.
96. Пименов М. А.
97. Плиев И. А.
98. Полёхин М. А.
99. Поликарпов Д. А.
100. Поляков В. И.
101. Поляков И. Е.
102. Пономарев М. А.
103. Попов Г. И.
104. Постовалов С. О.
105. Привалов М. М.
106. Псурцев Н. Д.
107. Пузиков С. Т.
108. Пушкин Г. М.
109. Родионов Н. Н.
110. Рокоссовский К. К.
111. Романов А. В.
112. Рудаков А. П.
113. Руденко С. И.
114. Савицкий Е. Я.
115. Саюшев В. А.
116. Семёнов В. А.
117. Семёнов И. М.
118. Семёнов Н. Н.
119. Семичастный В. Е.
120. Сербин И. Д.
121. Сизов Г. Ф.
122. Скачков С. А.
123. Скочилов А. А.
124. Скулков И. П.
125. Смирнов А. И.
126. Смирнов В. А.
127. Смирнов Н. И. (Госплан)
128. Смирнов Н. И.
129. Соколовский В. Д.
130. Сотников В. П.
131. Степанов В. П.
132. Строкин Н. И.
133. Струев А. И.
134. Стученко А. Т.
135. Судец В. А.
136. Сурков А. А.
137. Тарасов А. М.
138. Твардовский А. Т.
139. Тикунов В. С.
140. Тимошенко С. К.
141. Тихонов Н. А.
142. Тока С. К.
143. Федоров В. С.
144. Филиппов В. Р.
145. Фирюбин Н. П.
146. Флорентьев Л. Я.
147. Францов Г. П.
148. Фролов В. С.
149. Хитров С. Д.
150. Худайбердыев Н. Д.
151. Чабаненко А. Т.
152. Шокин А. И.
153. Шумаускас М. Ю.
154. Щербина Б. Е.
155. Юсупов И.

## Состав избранной на съезде Центральной ревизионной комиссии
Члены Центральной ревизионной комиссии:
1. Абдразяков А. А.
2. Абызов В. П.
3. Багдасарян О. М.
4. Байрамов Н.
5. Баскаков С. А.
6. Бойкова А. П.
7. Бугаев Е. И.
8. Буркацкая Г. Е.
9. Виноградов С. А.
10. Владыченко И. М.
11. Горкин А. Ф..
12. Городовиков Б. Б.
13. Горюнов Д. П.
14. Грибков М. П.
15. Дементьева Р. Ф.
16. Джафаров С. М.
17. Дзоценидзе Г. С.
18. Дмитрин А. Г.
19. Дрозденко В. И.
20. Егоров А. Г.
21. Елистратов П. М.
22. Жуков Г. А.
23. Загафуранов Ф. З.
24. Зимянин М. В.
25. Кабалоев Б. Е.
26. Кабков Я. И.
27. Кодица И. С.
28. Козлов Г. И.
29. Кочетов В. А.
30. Красовский С. А.
31. Крейзер Я. Г.
32. Кулатов Т.
33. Куликова М. В.
34. Лобанок В. Е.
35. Малин В. Н.
36. Мартынов Н. В.
37. Миронов Н. Р.
38. Миронов З. В.
39. Морозов П. И.
40. Московский В. П.
41. Муравьева Н. А.
42. Орлов М. А.
43. Панюшкин А. С.
44. Панькин И. С.
45. Пигалев П. Ф.
46. Подзерко В. А.
47. Попов Б. В.
48. Прокофьев А. А.
49. Промыслов В. Ф.
50. Рахматов М.
51. Семенов В. С.
52. Сенькин И. И.
53. Серов В. А.
54. Скрипко Н. С.
55. Смирнов В. И.
56. Снастин В. И.
57. Солдатов А. А.
58. Старовский В. Н.
59. Степаков В. И.
60. Трофимов А. С.
61. Хренников Т. Н.
62. Чередниченко Е. Т.
63. Шарипов И.
64. Шикин И. В.
65. Шуйский Г. Т.

## Вынос телаСталинаиз Мавзолея
После заключительного выступления Хрущёва, 30 октября слово по внеочередному вопросу попросил первый секретарь Ленинградского обкома Спиридонов, предложивший удалить тело Сталина из Мавзолея. Делегатка съезда, член партии с почти шестидесятилетним стажем Лазуркина заявила, что «я всегда в сердце ношу Ильича и всегда, товарищи, в самые трудные минуты, только потому и выжила, что у меня в сердце был Ильич и я с ним советовалась, как быть. (Аплодисменты). Вчера я советовалась с Ильичём, будто бы он передо мной как живой стоял и сказал: мне неприятно быть рядом со Сталиным, который столько бед принёс партии».

## Участники и гости съезда
- Из членов Антипартийной группы ни Молотов, ни Каганович, ни Маленков не присутствовали на XXII съезде КПСС. Климент Ворошилов же был не только избран делегатом этого съезда, но и как член партийного руководства находился в его Президиуме. Ему пришлось выслушать здесь немало обвинений, направленных не только против его недавних политических соратников, но и против него самого[18].
- На съезд был приглашён в качестве гостя видный политический и общественный деятель Российской империи В. В. Шульгин.
- Ларби Бухали, первый секретарь ЦК Алжирской коммунистической партии

## Память
В честь XXII съезда были названы:

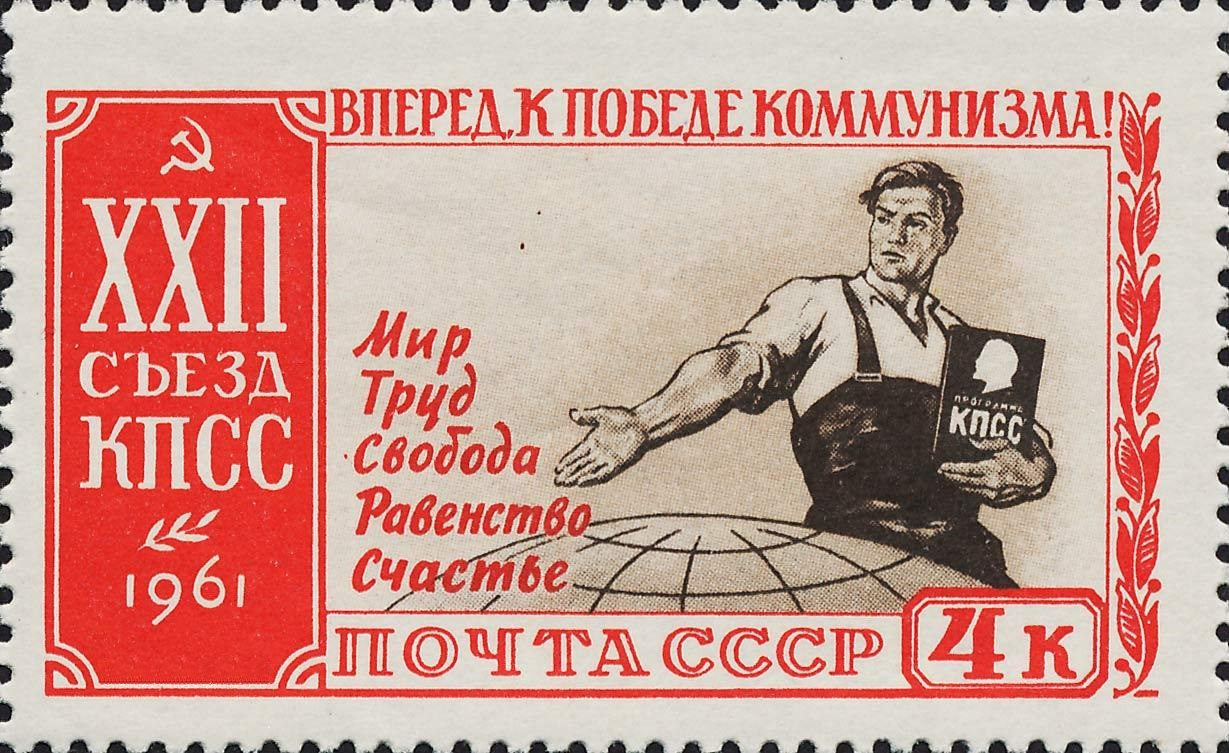
Почтовая марка СССР. XXII съезд Коммунистической партии Советского Союза. Программа КПСС

- парки в Москве (ныне — Тропарёвский парк), Риге (ныне — парк Победы), Петрозаводске (ныне — Лососинский парк), Рыбинске (ныне — Волжский парк) и Свердловске (название парка сохранилось);
- улицы в Свердловске, Куйбышеве, Минеральных Водах, Брянске, Фрунзе, Кривом Роге, Камышине, Новоалтайске, Старом Осколе, Горьком (ныне носит название — улица 50-летия Победы), Омске, Железногорске;
- Волжская ГЭС;
- Витебский завод заточных станков Министерства станкостроительной и инструментальной промышленности СССР;
- Ленинградский металлический завод;
- Уфимский нефтеперерабатывающий завод;
- колхозы в Дагестане (в Акушинском, Ахвахском, Карабудахкентском, Тляратинском, Цумадинском, Цунтинском и Шамильском районах).
- Пик Хазрет-Султан (пик) ранее носил название XXII съезда.